# 石羊街道
石羊街道，是中华人民共和国四川省成都市武侯区下辖的一个乡镇级行政单位，由成都高新技术产业开发区代管。2019年12月，武侯区调整部分街道行政区划。将石羊街道新北社区、新光社区、新盛社区所属行政区域划归肖家河街道管辖，将石羊街道府城社区南三环路四段中心线以北行政区域划归芳草街街道管辖。

## 行政区划
石羊街道下辖以下地区：
新园社区、新街社区、庆安社区、三元社区、新南社区、美洲花园社区、锦城社区、府城社区和盛兴、盛乐、盛华社区筹备组。